# Colbie Caillat
Colbie Marie Caillat (Malibú, California; 28 de mayo de 1985) es una cantautora estadounidense. Debutó en 2007 con su álbum Coco, que incluye los sencillos "Bubbly", "Realize" y "The Little Things". En 2008 grabó un dúo con Jason Mraz, "Lucky", canción que ganó un premio Grammy. 
En agosto de 2009, lanzó su segundo álbum, Breakthrough. El 2 de diciembre de 2009, Breakthrough estuvo nominado en los Premios Grammy como Mejor Álbum Vocal de Pop. También estuvo nominada dos veces por Mejor Colaboración Pop, por su aparición en la canción «Lucky» y su voz de fondo y la composición de la canción de Taylor Swift, «Breathe».
La combinación de ventas en Estados Unidos de sus dos álbumes es cerca de 2.5 millones con cuatro millones vendidos en todo el mundo, y diez millones de sencillos en Estados Unidos.[cita requerida]

## Biografía
Caillat nació en Newbury Park, California, y creció en Malibú, California. Su padre, Ken Caillat, coprodujo los discos de Fleetwood Mac, Rumours (1977) y Tusk (1979). El productor Mikal Blue contrató a la adolescente Caillat para cantar de coro en música techno usada para shows de moda. Caillat comenzó a escribir canciones con Blue en 2004.

## Carrera musical

### 2007-2008:Coco
La popularidad de Caillat en MySpace la llevó a convertirse en el cantante número uno en no ser firmada por un sello por cuatro meses consecutivos. Su sencillo debut fue «Bubbly» y llegó al número cinco en Billboard Hot 100 y al número dos en el Pop 100. «Bubbly» también llegó al número 58 en UK Singles Chart en septiembre de 2008 después de once meses en las listas. Dos otros sencillos siguieron, «Realize» (número 20, Hot 100) y «The Little Things» (número 94, Pop 100).
En mayo de 2008, Caillat grabó un dúo con Jason Mraz, llamado «Lucky», de su álbum We Sing, We Dance, We Steal Things. Ese mismo mes, Caillat grabó una versión de la canción "Kiss the Girl" de DisneyMania vol.6 CD. Después de hacer giras con The Goo Goo Dolls y Lifehouse en 2007, fue telonera para John Mayer en su gira de 2008 Summer Tour.
En agosto de 2008, Caillat lanzó una canción y vídeo para los Juegos Olímpicos de Beijing llamada "Somethin' Special" y lanzó otro vídeo musical para su canción «The Little Things» para el mercado de Estados Unidos. Caillat también cantó "You" por Schiller y apareció en el vídeo musical. Colbie ha participado en la banda sonora de la película Imagine That; ella y Mikal Blue hicieron una versión de la canción de George Harrison, «Here Comes the Sun». También trabajó con el cantante colombiano Juanes para el álbum La vida... es un ratico en la canción «Hoy me voy».
En octubre de 2008, la canción «Midnight Bottle» fue incluida en la banda sonora de la telenovela brasileña Três Irmãs, y a pesar de no ser lanzada como un sencillo, la canción ha pasado por las radios en Brasil. También participó en el papel de ella misma en esta telenovela. Caillat colaboró en voz de coros y coescribió con Taylor Swift, para la canción de Swift, "Breathe", en su álbum Fearless que fue lanzado el 11 de noviembre de 2008. Caillat lanzó una versión francesa de "The Little Things" ("Ces Petits Riens" como sencillo.

### 2009:Breakthrough
El segundo álbum de Caillat, titulado Breakthrough, fue lanzado el 21 de agosto de 2009, en Alemania; el 24 de agosto en el resto de Europa; y un día después de eso en Estados Unidos. La mayoría del álbum fue coescrito por Jason Reeves, un compositor americano firmado para Warner Bros. Records y cuenta con el guitarrista David Becker en dos canciones. Becker ha trabajado con el padre de la cantante Ken en varias de sus propias grabaciones. El primer sencillo de Breakthrough "Fallin' For You", fue lanzado el 29 de junio de 2009. El 4 de agosto de 2009, el álbum estuvo disponible para pre-disposición en iTunes con la canción bonus "Hold Your Head High". Esta configuración también viene con una versión reggae de "Begin Again". Durante Breakthrough, Colbie tuvo un block de escritores y agregó a sus amigos, Kara DioGuardi, Jason Reeves y fueron a Hawái por tres semanas, rentaron una casa en la playa y escribieron canciones sobre el amor, relaciones y rupturas. Calliat lanzó dos canciones navideñas en el 2009, "Have Yourself a Merry Little Christmas" y "Merry Christmas, Baby". Ella y el colaborador Stacy Blue (quién coescribió el sencillo en el 2007 de Navidad "Mistletoe"), también están planeando en escribir algunas canciones nuevas de Navidad. Archie Comics lanzó un artículo con ella como estrella invitada.
Colbie le dijo a la revista Broken Records en el Volumen 1 Número 3 que ella "¡estoy honorada en ser reconocida como compositora del año y es un logro sorprendente que nunca esperé! Como viajar por el mundo y tocar mis canciones tiene que ser uno de los mejores trabajos del mundo."
El segundo sencillo, "I Never Told You", fue lanzado el 16 de febrero de 2010.
De acuerdo a su página oficial, Caillat actualmente está escribiendo y grabando canciones para su tercer álbum de estudio. Su padre, Ken Caillat, está de nuevo produciendo parte de la grabación, y el guitarrista David Becker también está a bordo.
En junio de 2010, Caillat grabó una canción para Levi's Pioneer's Sessions, un remake de la canción de Blondie, "Maria". La canción está disponible como descarga digital del sitio oficial.
En julio de 2010, Calliat se presentó en God Bless America en la Liga de Baseball de All-Start Game. Actualmente está saliendo con Justin Kawika Young, el guitarrista y vocalista en su banda, quién la ayudó a inspirarse en su tercer álbum. En el mismo artículo, la canción titulada "Shadow" fue confirmada para su próximo álbum.
En septiembre de 2010, Caillat se presentó en el himno nacional en el juego inugural de la temporada de la Liga Nacional de Fútbol Americano en Nueva Orleans y Monday Night Football en Chicago.

### 2011:All Of You
El tercer álbum de Colbie Caillat, llamado All Of You salió a la venta el 12 de julio de 2011. El disco contiene 14 canciones escritas junto a Ryan Tedder, Toby Gad, Jason Reeves y Rick Nowels. Justin Young, el novio de Colbie ha escrito 3 temas para el disco. En este tercer álbum Colbie muestra una vez más su talento en una mezcla de canciones con un sentimiento alegre como "Brighter Than The Sun" y "Think Good Thoughts" acompañadas de guitarras acústicas que encajan a la perfección con las historias que esconden las canciones. También con temas llenos de verdad y en los que nos enseña situaciones distintas y más difíciles pero a las que también nos tenemos que enfrentar como "Shadow" y "Before I Let You Go" Siempre llenas de buena energía y esperanza.

## Vida personal
Caillat estuvo en una relación con el cantante Justin Young de 2009 a 2020. Los dos se comprometieron en mayo de 2015.  Se anunció que habían terminado su compromiso en abril de 2020.

## Discografía
- Coco (2007)
- Breakthrough (2009)
- All Of You (2011).[16]
- Christmas In The Sand (2012)
- Gypsy Heart (2014)
- The Malibu Sessions (2016)
- Along The Way (2023)
- If You Love Me Let Me Go[17] (2025)

## Giras
- 2008: John Mayer 2008 Summer Tour
- 2008: Coco Summer Tour
- 2008: Coco World Tour
- 2009/2010: Breakthrough World Tour
- 2014: Gypsy Heart Tour

## Premios y nominaciones
| Año      | Resultado | Premio                             | Categoría                    | Trabajo nominado |
| -------- | --------- | ---------------------------------- | ---------------------------- | ---------------- |
| 2008     | Nominado  | American Music Awards              | Artista T-Mobile             | General          |
| 2008     | Nominado  | Teen Choice Awards                 | Breakthrough Artista         | General          |
| 2008     | Nominado  | Teen Choice Awards                 | Elección Canción de Amor     | "Bubbly"         |
| 2009     | Ganó      | BMI Pop Awards                     | Compositora del Año          | Colbie Caillat   |
| 2009     | Ganó      | BMI Pop Awards                     | Canción del Año              | "Bubbly"         |
| 2009     | Nominado  | Teen Choice Awards                 | Elección Musical: Hook Up    | "Lucky"          |
| 2010     |           |                                    |                              |                  |
| Nominado | Grammy    | Mejor Vocal Álbum Pop              | Breakthrough                 |                  |
| Ganó     | Grammy    | Álbum del Año                      | Fearless (artista invitada)  |                  |
| Ganó     | Grammy    | Mejor Colaboración Pop con Vocales | "Lucky" (con Jason Mraz)     |                  |
| Nominado | Grammy    | Mejor Colaboración Pop con Vocales | "Breathe" (con Taylor Swift) |                  |